# 摩根鎮區 (堪薩斯州托馬斯縣)
摩根鎮區（英語：Morgan Township）為美國堪薩斯州托馬斯縣轄下的鎮區。2010年美国人口普查中該鎮區人口有662人。

## 地理
摩根鎮區涵蓋總面積為270.96平方（104.62平方英里），其中270.95平方（104.61平方英里）為陸地，0.01平方（0.0039平方英里）或0.004%為水域。海拔高度976（3,202英尺）。

## 人口統計
根據2010年美國人口普查，摩根鎮區人口有662人，住房270戶，人口密度為2.44人/每平方公里。此鎮區居民之種族中，白人有628人，非裔美國人有9人，美洲原住民有1人，亞裔美國人有0人，太平洋島裔美國人有0人，其他種族有19人，混血種族則有5人。此外此鎮區有31人為西班牙裔或拉丁裔美國人。

## 交通

### 主要公路
- 70號州際公路
- 24號美國國道
- 25號堪薩斯州州道